# Pioenroos (roman)
Pioenroos (oorspronkelijke titel 'Peony') is geschreven door Pearl S. Buck. Het speelt zich, zoals zoveel boeken van Buck, af in China, in de stad Kaifeng.
In Kaifeng heeft lange tijd een joodse gemeenschap gewoond. Deze joden waren gevlucht uit Europa, en waren in China komen wonen. Tegenwoordig is deze gemeenschap uitgestorven, de joden zijn volledig geassimileerd.
Pioenroos is een Chinees dienstmeisje bij een joodse familie in Kaifeng. Pioenroos en de familie maken enige romantische en dramatische verwikkelingen door, en en passant wordt getoond hoe de joodse gemeenschap steeds meer opgaat in de Chinese: men trouwt onderling, een rabbijn wordt steeds moeilijker te vinden, het geloof wordt steeds minder belangrijk.